# Groovin' (album)
Albums de The Young Rascals
Collections
(1967) Once Upon A Dream (en)
(1968)
Groovin' est un album de The Young Rascals, sorti en 1967.

## L'album
Il atteint la 5e place du Billboard 200 et la 7e dans la catégorie R&B. Il fait partie des 1001 albums qu'il faut avoir écoutés dans sa vie. 

### Titres
Tous les titres sont de Felix Cavaliere et Eddie Brigati, sauf mentions. 

#### Face A
1. A Girl Like You (2:51)
2. Find Somebody (3:48)
3. I'm So Happy Now (Gene Cornish) (2:50)
4. Sueño (2:48)
5. How Can I Be Sure (en) (2:56)

#### Face B
1. Groovin' (2:33)
2. If You Knew (3:04)
3. I Don't Love You Anymore (Cornish) (3:09)
4. You Better Run (2:28)
5. A Place in the Sun (Ronald Miller, Brian Wells) (4:52)
6. It's Love (3:15)

### Musiciens
- Felix Cavaliere : voix, claviers, orgue
- Eddie Brigati : voix, percussions
- Gene Cornish : voix, guitare, basse, harmonica
- Dino Danelli : batterie
- David Brigati : voix
- Hubert Laws : flute
- Chuck Rainey : basse